# Benjamin Tucker
Pour les articles homonymes, voir Tucker.
Benjamin Ricketson Tucker, né le 17 avril 1854 à South Darmouth (Massachusetts) et mort le 22 juin 1939 dans la principauté de Monaco, est un philosophe et économiste américain.
Sensible aux théories de Pierre-Joseph Proudhon, il est le pionnier et le principal partisan de l'anarchisme individualiste au XIXe siècle aux États-Unis.

## Biographie
Benjamin Ricketson Tucker contribua à l'anarchisme américain en tant qu'éditeur et par ses propres écrits.
En éditant le périodique libertaire Liberty, il favorisa une synthèse des théories de penseurs européens (Pierre-Joseph Proudhon, Herbert Spencer), d'anarchistes individualistes américains (Lysander Spooner, William Greene, Josiah Warren), de la libre-pensée et des partisans de l'amour libre, afin de produire un système philosophique complet et cohérent. Il désignait lui-même ce système par l'expression anarchistic-socialism (anarchisme socialiste). Il convient de noter l'utilisation peu conventionnelle par Tucker du terme socialisme, puisqu'il était partisan de la propriété individuelle. De fait, ses idées étaient plutôt proches du courant de l'anarchisme individualiste.
Tucker fut le premier traducteur en langue anglaise des textes classiques Qu'est-ce que la propriété ? de Proudhon et L'Unique et sa propriété de Max Stirner, travaux dont il disait être le plus fier parmi ceux réalisés au cours de sa vie. Liberty a édité les travaux originaux de Lysander Spooner, Auberon Herbert, Victor Yarros, et Lillian Harman, fille de l'anarchiste partisan de l'amour libre Moïse Harman. Il fut également le premier journal à publier aux États-Unis des articles de George Bernard Shaw ainsi que des extraits de l'œuvre de Friedrich Nietzsche.
Le journal de Tucker fut également le principal promoteur de la pensée des partisans de Max Stirner. La diffusion de ces idées conduisit à une scission interne à l'anarchisme individualiste américain entre un nombre grandissant d'« égoïstes » stirneriens et la vieille garde des jusnaturalistes influencés par Lysander Spooner. Égoïstes et tenants du « droit naturel » s'accordaient pour rejeter l'autorité coercitive, la législation non consentie, et la notion du contrat social, mais se différenciaient par la base philosophique de leur individualisme : là où la théorie jusnaturaliste dérive du postulat de l'existence d'un droit naturel individuel de ne pas subir la coercition, l'anarchisme individualiste de Stirner se veut un compromis pragmatique considéré comme optimal dans un système où chaque individu agit dans son propre intérêt. Tucker lui-même finit par se ranger aux positions stirneriennes, jugeant la philosophie du droit naturel dépassée et superstitieuse.